# Nelson Franklin
Nelson Franklin (Montréal, 2 luglio 1985) è un attore statunitense.

## Biografia
Figlio del regista Howard Franklin, ha frequentato la scuola superiore presso la Campbell Hall School in California, dove si è laureato alla Tisch School of the Arts dell'Università di New York.
Il suo primo ruolo importante è stato quello del lavoratore Nick, nella serie The Office della NBC. In seguito fu uno dei protagonisti della serie comica di breve durata della FOX Traffic Light. Ha avuto ruoli ricorrenti anche nelle sitcom The Millers e New Girl, e in Veep - Vicepresidente incompetente, Black-ish e Abby's.

## Filmografia parziale

### Cinema
- Berkeley, regia di Bobby Roth (2005)
- I Love You, Man, regia di Josh Hamburg (2009)
- Waiting for Forever, regia di James Keach (2010)
- Scott Pilgrim vs. the World , regia di Edgar Wright (2010)
- Answer This! , regia di Christopher Farah (2011)
- Argo, regia di Ben Affleck (2012)
- Jobs, regia di Joshua Michael Stern (2013)
- Gemini, regia di Aaron Katz (2017)
- La battaglia dei sessi (Battle of the Sexes), regia di Jonathan Dayton e Valerie Faris (2017)
- Unicorn Store, regia di Brie Larson (2017)
- A Futile and Stupid Gesture, regia di David Wain (2018)
- Captain Marvel, regia di Anna Boden e Ryan Fleck (2019)
- Sweet Girl, regia di Brian Andrew Mendoza (2021)
- A proposito dei Ricardo (Being the Ricardos), regia di Aaron Sorkin (2021)
- You People, regia di Kenya Harris (2023)
- Unfrosted - Storia di uno snack americano (Unfrosted), regia di Jerry Seinfeld (2024)

### Televisione
- The Office – serie TV, 5 episodi (2008-2010)
- Dollhouse – serie TV, episodi 2x05-2x06 (2009)
- Traffic Light – serie TV, 13 episodi (2011)
- Veep - Vicepresidente incompetente (Veep) – serie TV, 19 episodi (2012-2019)
- New Girl – serie TV, 18 episodi (2012-2018)
- Arrested Development - Ti presento i miei (Arrested Development) – serie TV, episodi 4x05-5x08 (2013-2018)
- The Millers – serie TV, 34 episodi (2013-2014)
- Maron – serie TV, episodio 3x05 (2015)
- Mamma in un istante (Instant Mom) – serie TV, episodio 3x15 (2015)
- Agents of S.H.I.E.L.D. – serie TV, episodio 3x08 (2015)
- Black-ish – serie TV, 40 episodi (2014-2022)
- I'm Sorry – serie TV, 4 episodi (2017-2019)
- Abby's – serie TV, 10 episodi (2019)
- Un milione di piccole cose (A Million Little Things) – serie TV, episodio 2x02 (2019)
- Grown-ish – serie TV, episodio 3x06 (2020)
- Hacks – serie TV, episodio 1x09 (2021)
- Gaslit – serie TV, 3 episodi (2022)
- The Old Man – serie TV, episodio 1x01 (2022)
- A Man on the Inside – serie TV, 3 episodi (2024)
- Yellowjackets – serie TV, episodi 3x06-3x07 (2025)

## Doppiatori italiani
Nelle versioni in italiano delle opere in cui ha recitato, Nelson Franklin è stato doppiato da:
- Gianfranco Miranda in Scott Pilgrim vs. the World, The Millers
- Fabrizio De Flaviis in Traffic Light, A proposito dei Riccardo
- Edoardo Stoppacciaro in Sweet Girl, Yellowjackets
- Marco Baroni in I Love You, Man
- Giuliano Bonetto in Veep - Vicepresidente incompetente
- Raffaele Palmieri in New Girl
- Alessandro Budroni in Jobs
- Luca Baldini in Black-ish
- Gabriele Marchingiglio in A Futile and Stupid Gesture
- Gabriele Tacchi in Captain Marvel
- Emiliano Coltorti in Abby's
- Stefano Bianchini in The Old Man
- Alessandro Parise in A Man on the Inside